# Jaciment arqueològic de Can Llopart
Can Llopart és un jaciment prehistòric del municipi de Sant Quintí de Mediona (l'Alt Penedès), inclòs a l'Inventari del Patrimoni Arqueològic i Paleontològic de Catalunya.
Ha estat identificat com un taller o centre de producció i explotació de sílex, amb cronologies de l'Epipaleolític (-9000/-5000), el Neolític antic (-5500/-3500) i el Neolític Mitjà-Recent (-3500/-2500).

## Descobriment i historiografia
El jaciment va ser descobert el 1956 per P. Giró i J. Masachs. Quaderns de Camp, localitzat a la zona del Torrent de la Rompuda al vessant nord-est entre sorres d'erosió de conglomerats i calcàries. En aquesta zona es va trobar un nombrós conjunt d'elements de sílex deshidratat a més d'unes depressions, a l'aflorament de la roca mare, de forma circular i rectangular que Giró va interpretar com a fons de cabanes, però que a simple vista semblen uns gorgs naturals de petites dimensions.
Arrel dels descobriments dels objectes de sílex prospecta els horts i camps de la zona de la riba dreta del Riudebitlles o riera de Mediona, i acaba barrejant materials de diferents prospeccions del Paleolític mitjà i Epipaleolític/Neolític antic, com es pot veure a la fitxa del Catàleg Arqueològic del Penedès.

## Troballes arqueològiques
Entre els objectes de sílex que identifica Giró destaca la presència de làmines, gratadors, burins, làmines de dors rebaixat, 1 mitja lluna, puntes, percutors, escotadores i ceràmica que podria ser d'origen íber.